# Pendulum (groupe)
 (février 2013).
Si vous disposez d'ouvrages ou d'articles de référence ou si vous connaissez des sites web de qualité traitant du thème abordé ici, merci de compléter l'article en donnant les références utiles à sa vérifiabilité et en les liant à la section « Notes et références ».
Pour les articles homonymes, voir Pendulum.
Pendulum est un groupe de drum and bass, originaire de Perth en Australie, créé en 2002 par Rob Swire, Gareth McGrillen et Paul Harding, et résidant depuis cette date à Londres, (Royaume-Uni).
En 2012, Rob Swire déclare que le groupe cessera son activité en studio et live, pour une durée indéterminée, pour se consacrer avec Gareth McGrillen à leur nouveau projet Knife Party. Cependant Paul « El Hornet » Harding continue toujours d'utiliser  le nom du groupe pour ses sets DJ aux quatre coins du monde.
En 2016, Pendulum annonce sur le réseau social Facebook qu'il se reforme.

## Histoire

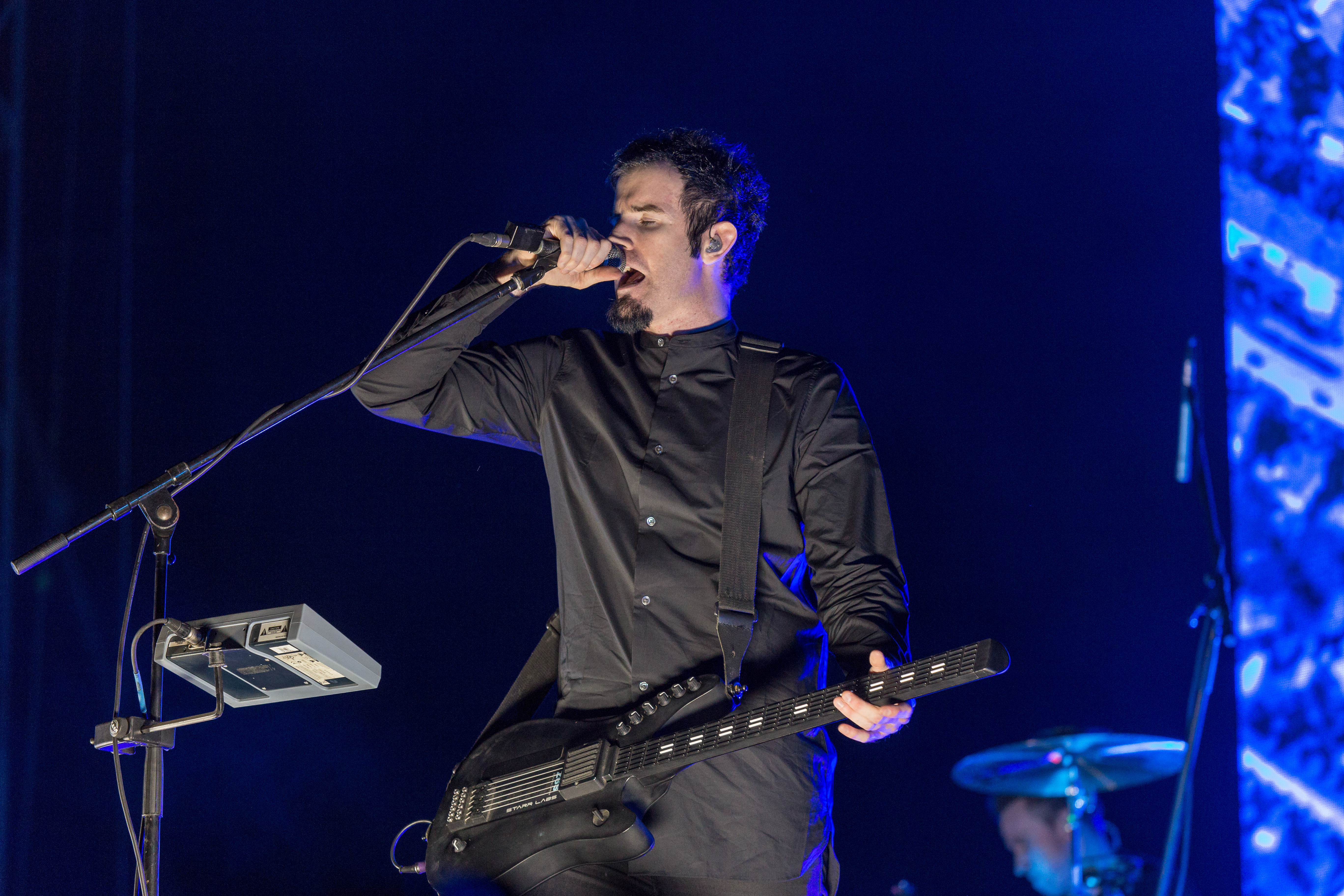
Rob Swire avec Pendulum en 2017.

Swire et McGrillen étaient auparavant membres du groupe de metal Xygen[source secondaire souhaitée].
Pendulum est originaire d'Australie et est composé de Rob Swire, Gareth McGrillen et Paul Harding. Déjà connus pour leur morceau Another Planet, ils sortent en 2005 leur premier album, intitulé Hold Your Colour. Cet album remporte un franc succès en Australie et au Royaume-Uni, où il est classé comme étant l'un des albums de Drum & Bass les plus vendus de tous les temps, avec New Forms de Roni Size. L'album entra dans le top 40 au UK Albums Chart.
Des personnalités du breakbeat ont collaboré à cet album, dont les Freestylers sur Fasten Your Seatbelt, DJ Fresh ainsi que les MC's $pyda et Tenor Fly sur le single Tarantula, mais aussi d'autres tels que MC Fats, TC ou encore Jasmin Yee[source secondaire souhaitée].
Ils produisent également des artistes ; ils sont connus pour avoir remixés des morceaux[source secondaire nécessaire], comme Voodoo People de The Prodigy, Master Of Puppets de Metallica, ou encore Bacteria de Ed Rush & Optical.
En plus des traditionnels DJ sets, Pendulum mixe pour des radios, mais aussi en soirée, comme au nightclub Fabric à Londres ou au Seone, un autre club de Londres[source secondaire souhaitée]. Pour le nouvel an 2008, un set d'1h30 est joué sur Radio One, regroupant des morceaux du groupe ainsi que des remixes[pertinence contestée].
L'album Immersion et le single Watercolour restent un réel succès, atteignant respectivement la 1re et la 4e place des meilleures ventes d'album et de single au Royaume-Uni,.
Depuis leur album In Silico, le groupe a intensifié les prestations dites « live » (avec guitare, basse, synthétiseur et batterie) qui diffèrent des « DJ sets » où l'un des trois membres originaux du groupe mixe, les MC's Jakes et Ben The Verse assurant les vocaux.

Pendulum réalise notamment, avec The Prodigy, la première partie de Linkin Park lors de sa tournée nord-américaine de l'hiver 2011.
Dans une interview donnée pour Linda Marigliano en 2012, Rob Swire annonce la fin du groupe. The Verse a relancé son label Crunch Recordings, KJ Sawka travaille son nouvel album prévu pour cet été[Quand ?], Peredur a joué avec Tinie Tempah à quelques reprises et El Hornet continue les DJ Sets sous l'étiquette Pendulum.
Rob Swire a laissé entendre qu'un nouvel album de Pendulum serait en préparation pour 2014[source secondaire souhaitée]. Cependant il ne prévoit pas de retour sur scène pour le groupe en déclarant « il n’y aura plus de live show Pendulum », contrairement aux rumeurs[source secondaire souhaitée].
Le 16 décembre 2015, Pendulum annoncent qu'ils participeront à l'Ultra Music Festival 2016 avec le groupe entier[source secondaire souhaitée].

## Formation

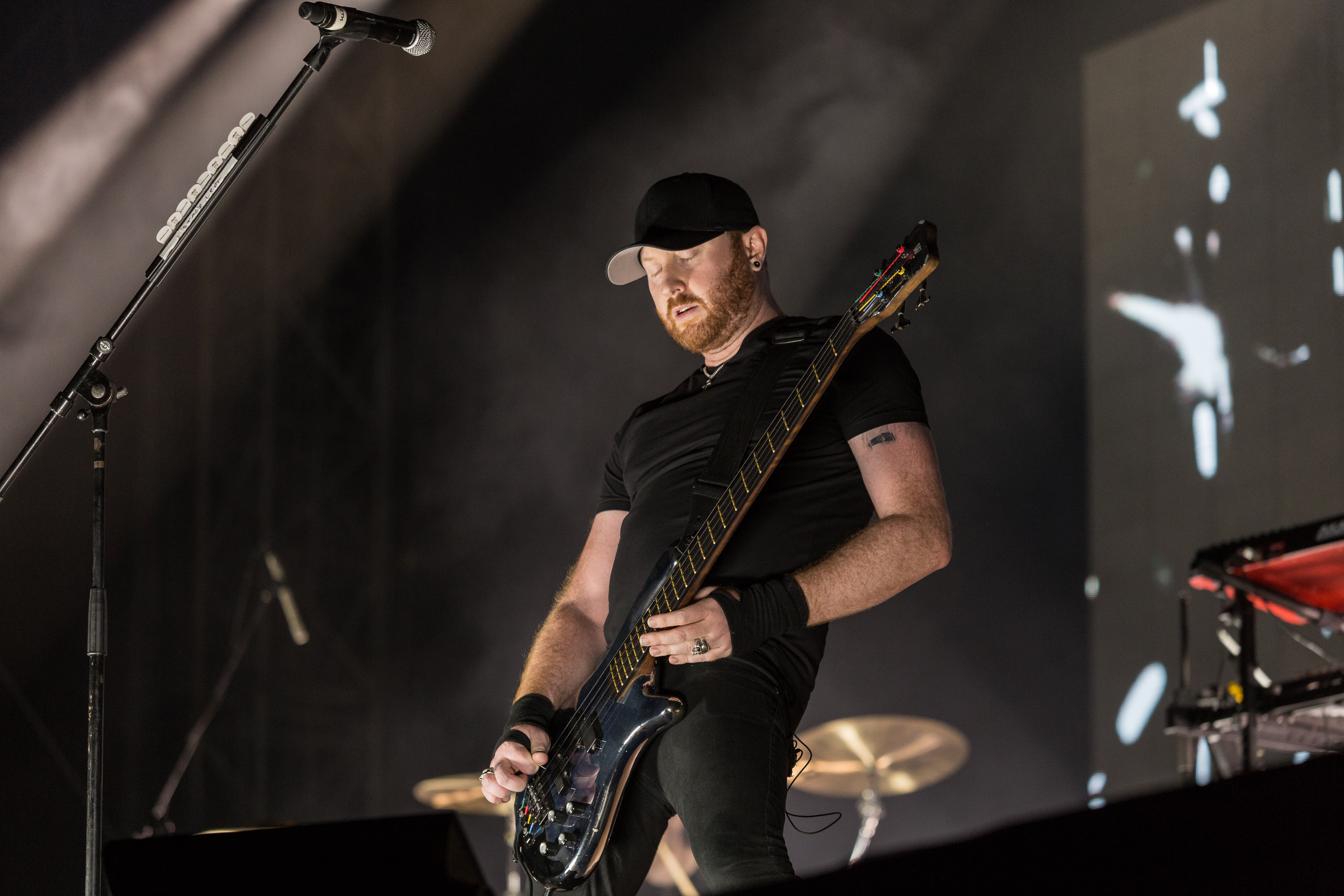
Gareth McGrillen avec Pendulum en 2017.

### Membres actuels
- Rob Swire – chant, claviers, guitares, production (2002–présent)
- Peredur ap Gwynedd – guitare électrique (2006–présent)
- Gareth McGrillen – guitare basse, DJ (2002–présent)
- Kevin Sawka ("KJ Sawka (en)") – batterie (2009–présent)
- Paul Harding ("El Hornet") – DJ (2002–présent)

### Anciens membres
- Paul Kodish - batterie (2005–2009)
- Ben Mount ("The Verse") – MC / DJ (2006–2017)

## Discographie

### Albums studio
- Hold Your Colour (2005) - (9e des charts UK)
- In Silico (12 mai 2008) - (2e des charts UK)
- Immersion (24 mai 2010) - (1er des charts UK)
- Elemental (Ep) (17 juin 2021)
- Anima (Ep) (3 novembre 2023)
- Inertia (22 août 2025)

### Compilations
- Junglesound: The Bassline Strikes Back! (2004)
- Jungle Sound: Gold (2006)

### Albums en public
- Live at Brixton Academy (Album)|Live at Brixton Academy (15 juin 2009) - (45e des charts UK)

### Singles
- Spiral / Ulterior Motive (2003)
- Another Planet / Voyager (2004) - (46e des charts UK)
- Back To You / Still Grey (2004)
- Guns At Dawn (Baron featuring Pendulum - 2005) - (71e des charts UK)
- Tarantula / Fasten Your Seatbelt (feat. Freestylers - 2005) - (60e des charts UK)
- Slam / Out Here (2005) - (34e des charts UK)
- Voodoo People (Pendulum remix - 2005) - (20e des charts UK)
- Hold Your Colour (Bi-Polar mix) / Streamline (2006)
- Painkiller (Pendulum vs The Freestylers feat. SirReal - 2006)
- Blood Sugar / Axle Grinder (2007) - (62e des charts UK)
- Security (Pendulum vs The Freestylers feat. Ragman - 2007)
- Granite (2007) - (29e des charts UK)
- Propane Nightmares (2008) - (Fut 9e des charts UK)
- The Other Side (2008) - (Fut 54e des charts UK)
- Showdown (2009)
- Watercolour (2010) - (Fut 4e des charts UK)
- ABC News Theme (Pendulum remix - 2010)
- Witchcraft (2010) - (29e des charts UK)
- The Island (2010) - (41e des charts UK)
- Crush (2011) - (92e des charts UK)
- Ransom (2011)
- Driver (2020)
- Nothing For Free (2020)
- Come Alive (2021)
- Louder Than Words (Pendulum  x Hybrid Minds) (2021)
- Halo (Pendulum x Bullet for My Valentine) (2023)
- Anti-Hero (triple j Like A Version) (2023)

## Jeux vidéo et divers
- Slam fait partie de la liste des titres de MotorStorm sur PlayStation 3 et apparait dans DDR Universe sur Xbox 360.
- Hold Your Colour (Bi-Polar mix) et Babylon Rising apparaissent dans FIFA Street 2 sur PlayStation 2.
- Granite et Showdown que l'on peut entendre sur le jeu de quad Pure produit par les studios Disney.
- 9,000 Miles, Granite et The Tempest font partie de la bande son de Need for Speed: Undercover.
- Tarantula est  présente dans le jeu MotorStorm 2 : Pacific Rift sur PlayStation 3 ainsi que dans la série Underbelly.
- Propane Nightmares est la musique officielle du show de catch WWE Cyber Sunday de 2008, le titre est aussi utilisé dans MotorStorm: Arctic Edge sorti sur PSP et dans le trailer de lancement de Just Cause 2 sorti sur PlayStation 3, Xbox 360 et PC.
- Showdown est la musique utilisée dans le trailer officiel de Forza Motorsport 3 sur Xbox 360, dans l'OST du film Punisher : Zone de guerre (Punisher: War Zone) et dans APB RELOADED sur Xbox 360 et PC.
- Watercolour est présent dans F1 2010 et Need for Speed: Hot Pursuit sur PlayStation 3, Xbox 360, PC.
- Pour le jeu musical DJ Hero, on peut acheter un pack en Contenu téléchargeable appelé Pendulum Mix Pack contenant les chansons Watercolour, Set Me On Fire et Salt in the Wounds toutes trois remixées.
- Witchcraft est la musique d'introduction du jeu WRC 2010.
- The Island part 2 fait partie du jeu Dirt: Showdown (2012).